# Société internationale d'éthique environnementale
 (juillet 2023).
La Société internationale d'éthique environnementale (en anglais International Society for Environmental Ethics, ISEE), fondée en 1990, s'efforce de faire progresser la recherche et l'éducation dans le domaine de l'éthique et de la philosophie environnementales, et de promouvoir l'utilisation humaine appropriée, le respect, la conservation, la préservation et la compréhension du monde naturel. 

## Description et fonctionnement
La société a été fondée le 28 décembre 1990 avec comme membres fondateurs les philosophes américains Holmes Rolston (président), Eric Katz, Laura Westra et Peter Miller, ainsi que le britannique Andrew Brennan et le néo-zélandais Robert Elliot. La société compte plusieurs centaines de membres dans plus de 20 pays.[réf. nécessaire]
En collaboration avec l'Association internationale de philosophie environnementale (IAEP) et le parrainage du Centre de philosophie environnementale, la société organise chaque été une conférence conjointe ISEE-IAEP. Il organise également des sessions régulières lors des trois conférences divisionnaires de l'American Philosophical Association et publie le bulletin ISEE.
L'ISEE a fait partie des ONG observatrices officielles à la Conférence des Nations Unies sur l'environnement et le développement, qui s'est tenue à Rio de Janeiro en juin 1992. Les philosophes Holmes Rolston et J. Baird Callicott étaient les délégués. L'ISEE a participé à la Conférence des Nations unies sur les questions éthiques pour l'Agenda 21 aux Nations-Unies à New York en janvier 1994. 
L'ISEE dispose d'un vaste site Web et parraine la plus grande bibliographie au monde sur l'éthique environnementale, la Bibliographie en ligne de la pensée environnementale (Online Bibliography of Environmental Thought, OBET),  avec plus de 16 000 entrées. La société publie un bulletin d'information trois fois par an, avec des bulletins d'information des vingt dernières années disponibles sur son site Web.